# Kyrkovalet i Svenska kyrkan 2021
Kyrkovalet 2021 var ett val i Svenska kyrkan som genomfördes den 19 september 2021. Femton nomineringsgrupper ställde upp i valet till det nationella kyrkomötet, varav fyra är politiska partier, och elva har varit representerade i kyrkomötet sedan tidigare. Dessutom finns flera lokala nomineringsgrupper som enbart ställer upp lokalt i kyrkofullmäktige och stiftsfullmäktige.
Tidningen Dagen konstruerade en valkompass för att guida röstberättigade inför valet. Utbudet av valkompasser i de allmänna medierna var lågt och intresset för Dagens  valkompass blev så stort att den på valdagen överbelastades av de 130 000 personer som gjorde tidningens test.:10m7s

## Valresultat

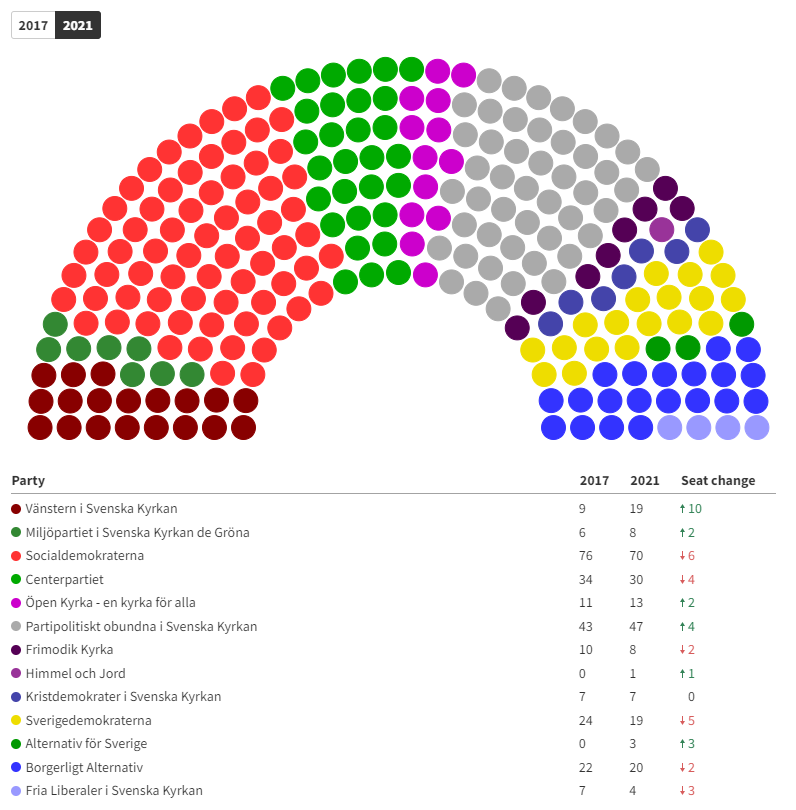
Kyrkovalet 2021 mandatsfördelning

Det slutliga valresultatet för kyrkomötet blev:
- Alternativ för Sverige (AfS), 1,26 %, 3 mandat
- Socialdemokraterna (S), 27,50 %, 70 mandat
- Borgerligt alternativ (BA), 8,03 %, 20 mandat
- Centerpartiet (C), 10,94 %, 30 mandat
- Fria liberaler i Svenska kyrkan (FiSK), 1,61 %, 4 mandat
- Frimodig kyrka (FK), 3,47 %, 8 mandat
- Gröna kristna (GK), 0,23 %, 0 mandat
- Himmel och Jord (HoJ), 0,60 %, 1 mandat
- Kristdemokrater i Svenska kyrkan (KR), 2,73 %, 7 mandat
- Kyrklig samverkan i Visby stift (KSV), 0,12 %, 0 mandat
- Miljöpartister i Svenska kyrkan De Gröna (MPSK), 3,26 %, 8 mandat
- Partipolitiskt obundna i Svenska kyrkan (POSK), 19,33 %, 47 mandat
- Sverigedemokraterna (SD), 7,79 %, 19 mandat
- Vänstern i Svenska Kyrkan (ViSK), 7,63 %, 19 mandat
- Öppen kyrka – en kyrka för alla (ÖKA), 5,50 %, 13 mandat